# Chase Field
Das Chase Field ist ein Baseballstadion mit einem schließbaren Dach in der US-amerikanischen Stadt Phoenix im Bundesstaat Arizona. Es ist die Heimspielstätte der Arizona Diamondbacks aus der Major League Baseball (NL). Aufgrund des früheren Namens Bank One Ballpark wird das es auch kurz The BOB genannt. Derzeit fasst die Anlage 48.405 Zuschauer. Nur wenige hundert Meter westlich liegt die Mehrzweckhalle Footprint Center, die Spielstätte des Basketball-Franchise der Phoenix Suns aus der National Basketball Association (NBA).

## Geschichte
1996 wurde mit dem Bau des Stadions begonnen. Es war nach dem SkyDome (heute: Rogers Centre) im kanadischen Toronto, das zweite Stadion mit einem schließbaren Dach. 1995 wurden die Kosten ursprünglich auf 279 Mio. US-Dollar geschätzt. Unter anderem die steigenden Stahlpreise führten schließlich zu massiven Kostenanstieg.
Das Stadion war Austragungsort von vier Spielen der World Series 2001 zwischen den Diamondbacks und den New York Yankees (4:3). Die Diamondbacks gewannen alle vier Heimspiele und somit die World Series.
Die Heimat der Diamondbacks hieß von 1998 bis 2005 Bank One Ballpark nach dem Namenssponsor Bank One Corporation aus Chicago. Der Vertrag hat eine Laufzeit von 30 Jahre und die Bank One Corporation zahlte dafür 100 Mio. US-Dollar. Nachdem die Bank mit der JPMorgan Chase & Co. aus New York fusionierte, erhielt es am 25. September 2005 den Namen Chase Field.
2006 und 2013 wurden Spiele der World Baseball Classic im Chase Field ausgetragen. Die Spielstätte ist auch für die World Baseball Classic 2023 vorgesehen.
Das Chase Field war am 12. Juli 2011 erstmals Schauplatz des MLB All-Star Game. Die Partie verfolgten 47.994 Besucher.
Zwischen 2000 und 2005 wurde der Insight Bowl im Chase Field ausgetragen. Das Bowl Game zog 2006 weiter in das Sun Devil Stadium. 2019 war das Stadion Austragungsort des Cheez-It Bowl. Am 27. Januar 2019 wurde in der Arena die Wrestling-Veranstaltung Royal Rumble 32 der WWE ausgetragen. Es war das erste Mal, dass der Royal Rumble in einem Baseballstadion stattfand.

## Galerie

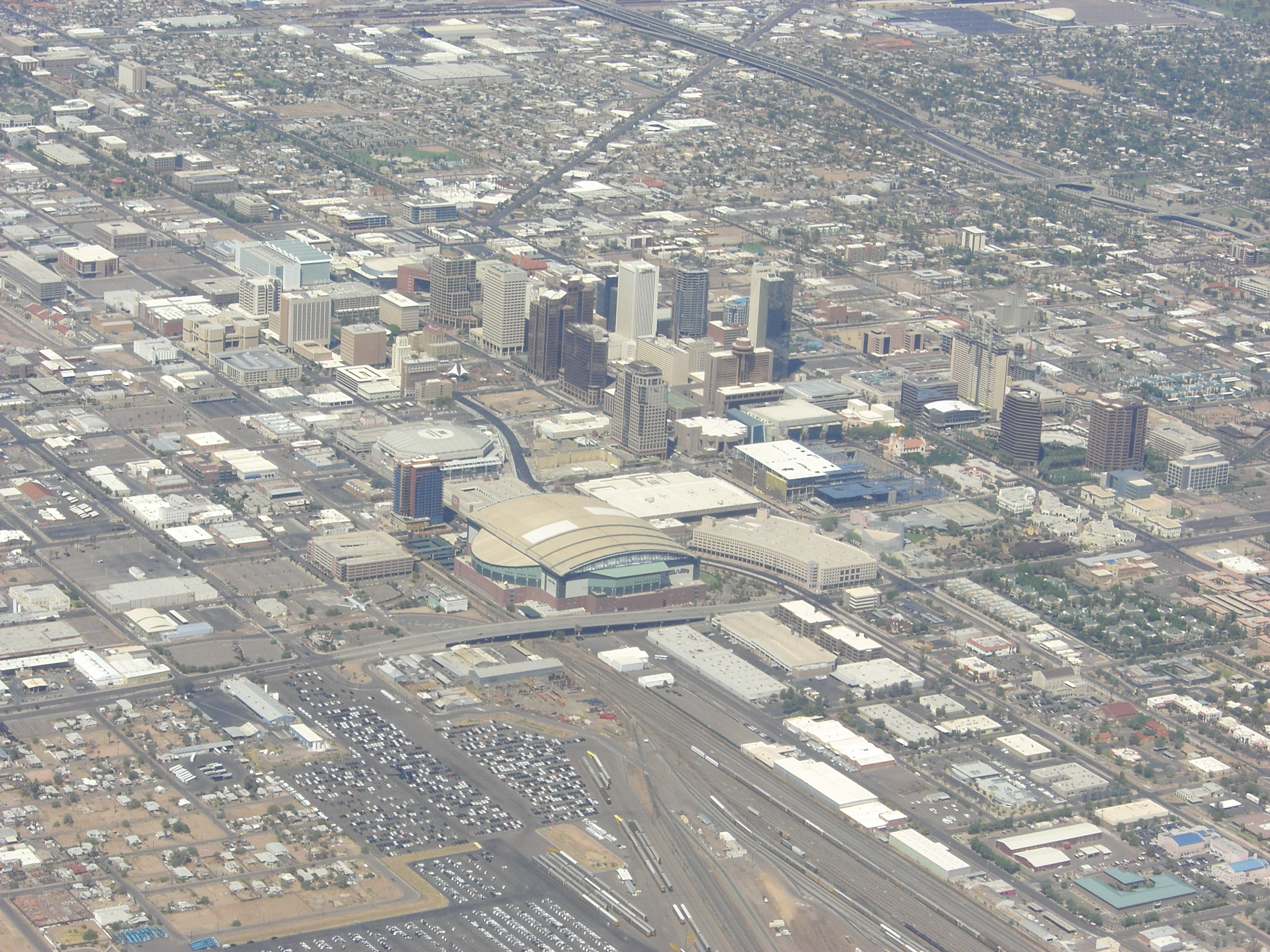
Auf dem Luftbild im Vordergrund das Chase Field und dahinter das Footprint Center
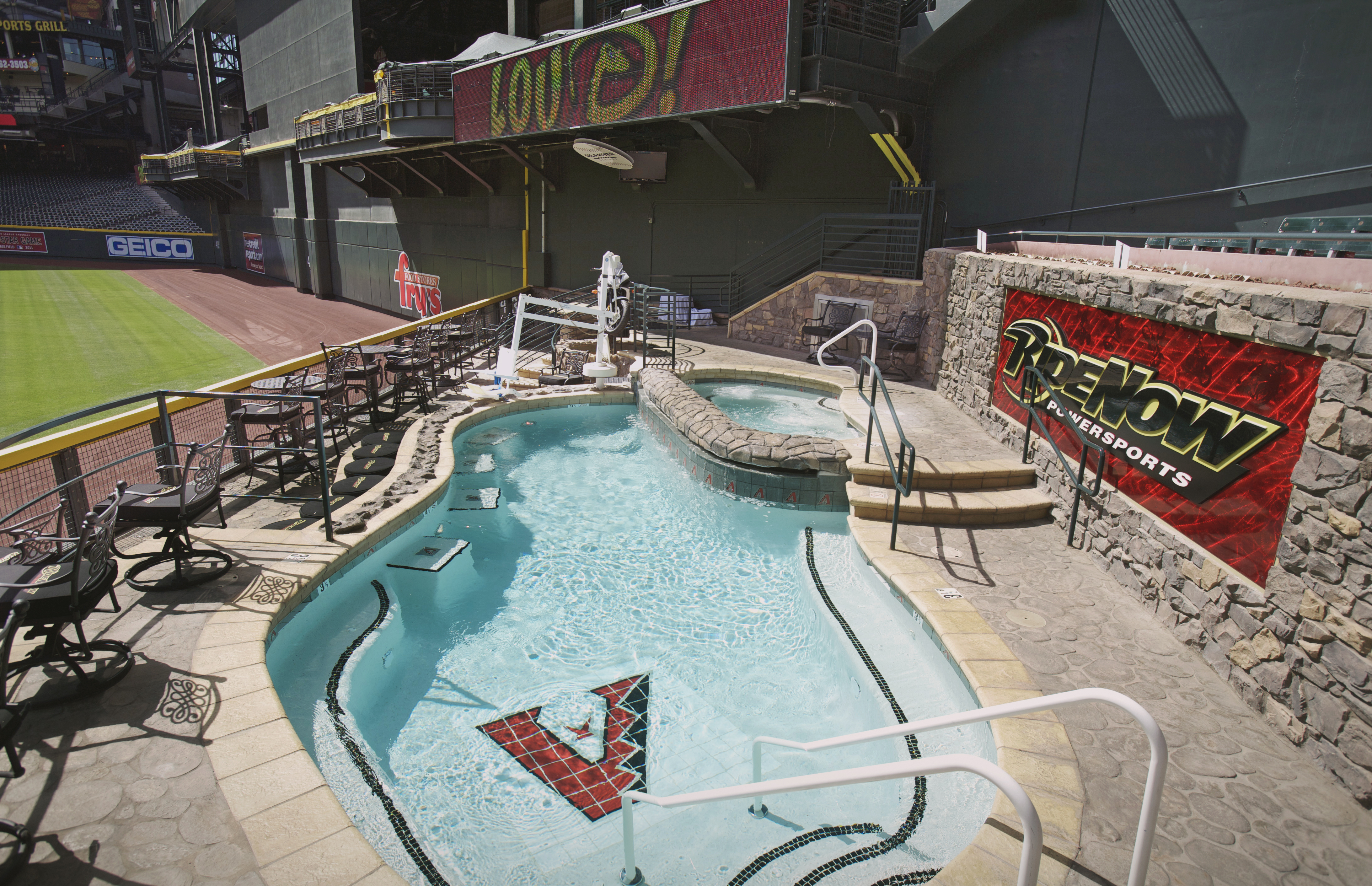
Der Swimmingpool im Stadion (2009)
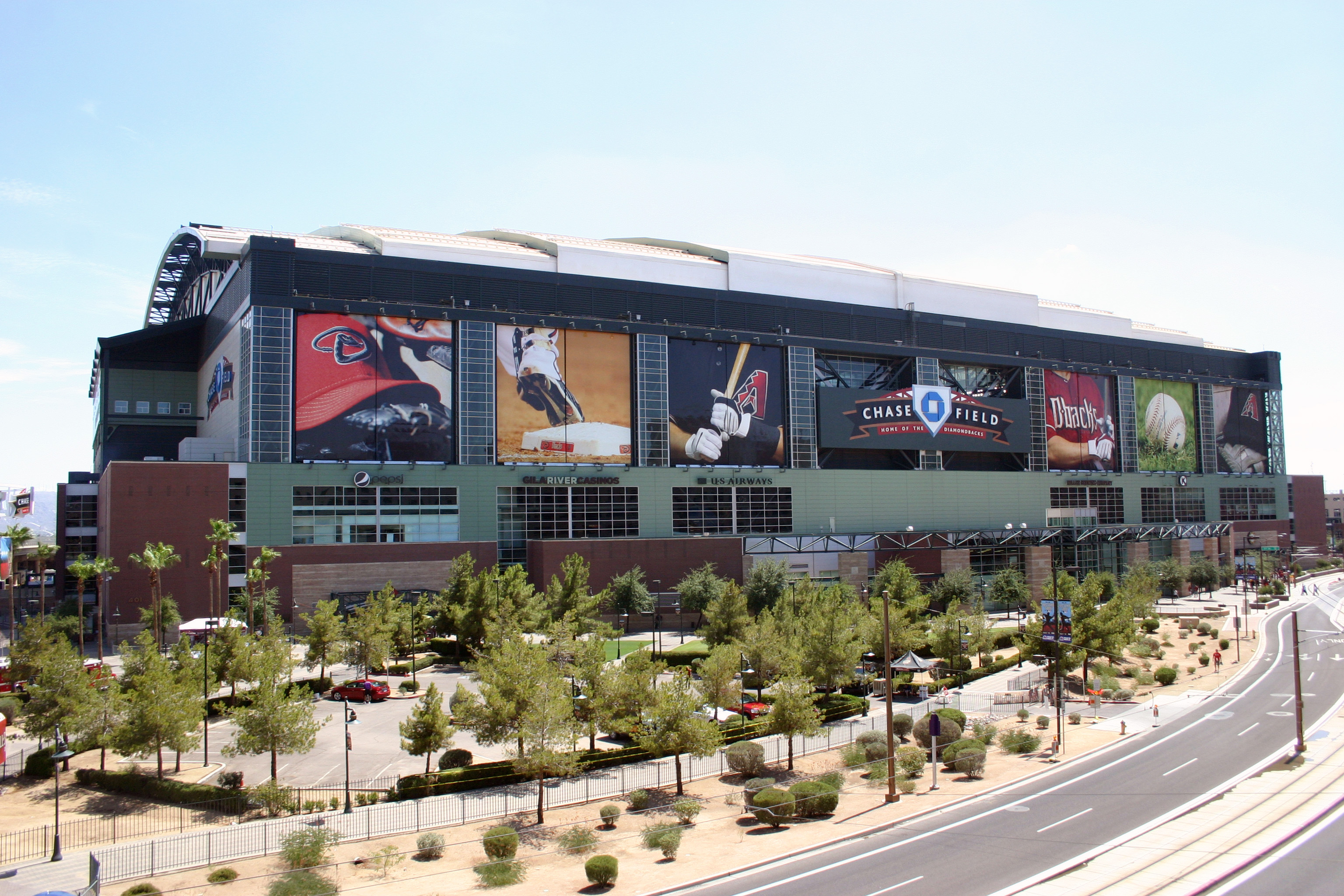
Die Nordseite (2011)
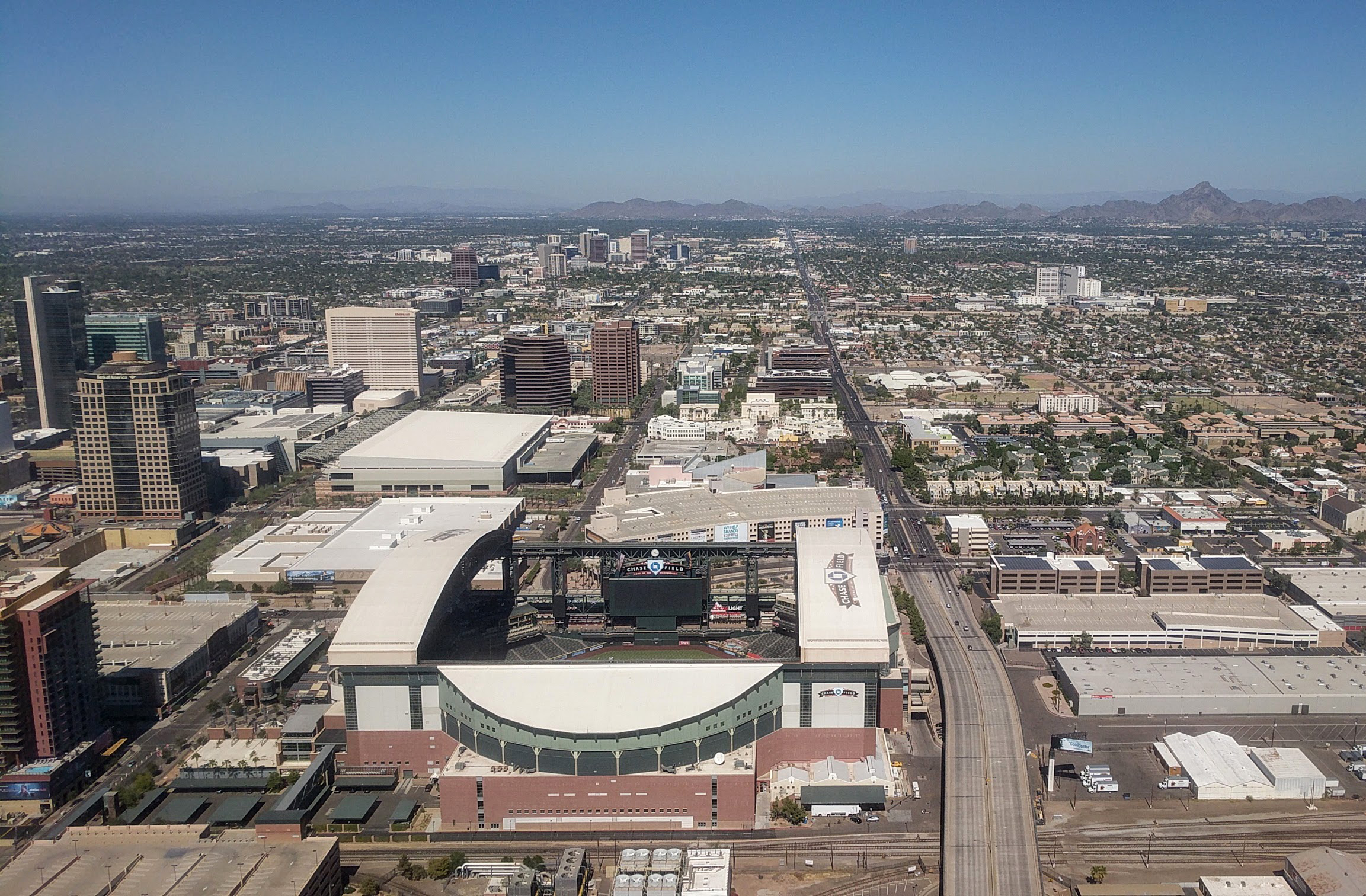
Das Chase Field mit geöffneten Dach (2017)
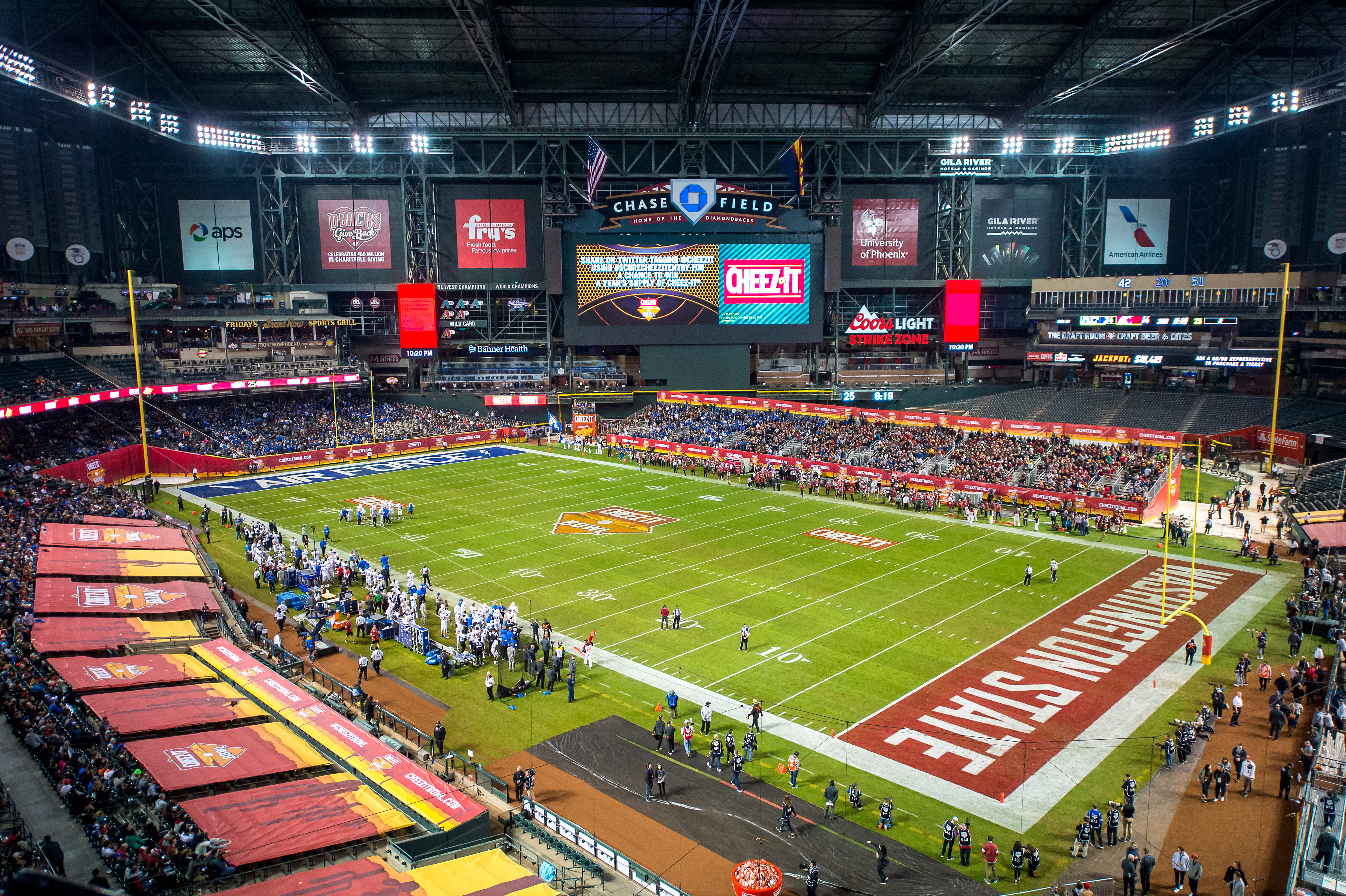
Der Cheez-It Bowl 2019 im Chase Field